# شواط

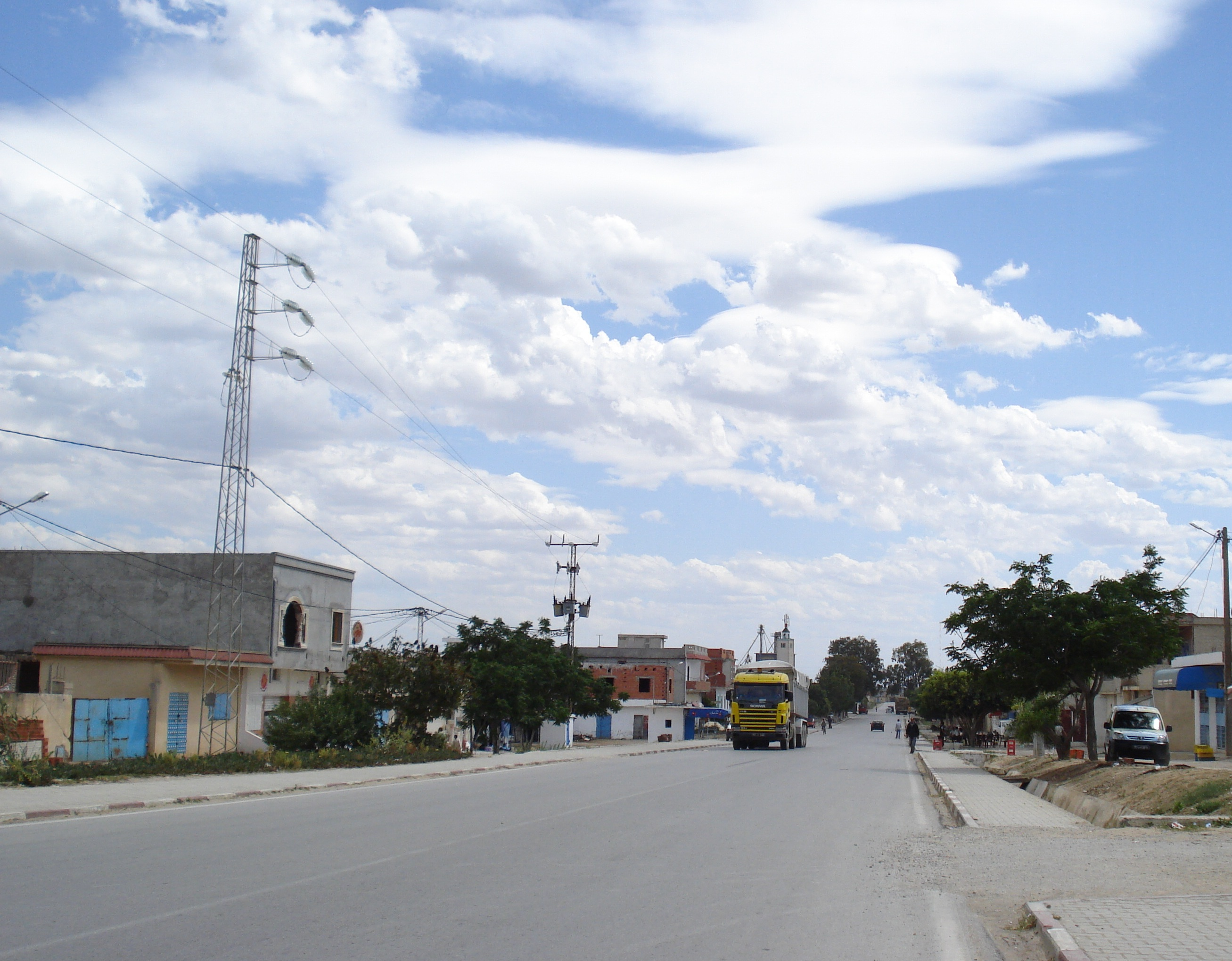
شواط

شواط إحدى مدن الجمهورية التونسية، تقع في ولاية منوبة، على بعد 27 كم غربي مدينة تونس على الطريق الوطنية رقم 7. ترقيمها البريدي هو 1134. كان اسمها في العهد الروماني تُورَارِيَا Thuraria.

من أعلام المدينة الكاتب التونسي المثير للجدل محمد بن رجب الجندوبي. 

استقر بها عدد من المعمرين الفرنسسين و الإيطاليين إبان حقبة الإستمعمار و قاموا بإنشاء عدد من المزارع و معاصر الزيتون و النبيذ ، بنيت بها كنيسة تعتبر من أهم المعالم المسيحية في تونس.

من أهم أعلامها الكاتب التونسي محمد بن رجب الجندوبي والكاتب المنصف الهمامي. تألقت في مجالها الرياضي حيث ساخن ابنائها في الوصول و اللون عالميا (مالك الجندوبي و فراس القطوسي)

### مواضيع ذات علاقة
- ولاية منوبة.